# Антропоніміка
Антропоні́міка — галузь ономастики, що вивчає власні назви людей (антропоніми). До антропонімів належать особові імена, патроніми (імена по батькові), прізвища, прізвищеві назви, прізвиська, псевдоніми, криптоніми, а також найменування міфологічних, фольклорних і літературних персонажів.

## Предмет антропоніміки
Антропоніміка досліджує:
- особливості утворення антропонімів,
- основні принципи номінації людини,
- шляхи переходу апелятива в антропонім і навпаки,
- хронологічні характеристики антропонімів, їх зміни в часі, виникнення різних форм найменування людини,
- словотвір різних класів антропонімів,
- функціонування тих чи інших антропонімів у мові на різних хронологічних зрізах.

Антропоніміка також розв'язує суто практичні проблеми:
- правопис антропонімів,
- передача антропонімів іншою мовою.

## Розвиток антропоніміки
Антропономіка, поряд із топонімікою, виділилася в окрему галузь ономастики в 1960—1970-х роках. До цього в наукових працях на позначення антропономіки часто вживався термін «ономастика».
У 1960-х почалося системне наукове дослідження українських антропонімів. З'явилися праці Лукії Гумецької, Юліана Редька, Михайла Худаша, Павла Чучки, Розалії Керсти.

## Науковці
- Демчук Марія Олексіївна

### Монографії
- Демчук, М. О. Слов'янські автохтонні особові власні імена в побуті українців XIV-XVII ст. Львів-Київ: Наукова думка, 1988.

### Довідники
- Желєзняк І. М. Антропонім // Українська мова : енциклопедія / НАН України, Інститут мовознавства ім. О. О. Потебні, Інститут української мови ; ред. В. М. Русанівський [та ін.]. — К. : Українська енциклопедія, 2000. — ISBN 966-7492-07-9. — С. 29—30.
- Масенко Л. Т. Антропоніміка [Архівовано 12 березня 2017 у Wayback Machine.] // Енциклопедія сучасної України / ред. кол.: І. М. Дзюба [та ін.] ; НАН України, НТШ, Коорд. бюро Енцикл. Сучас. України НАН України. — К. : Поліграфкнига, 2001. — Т. 1 : А. — 823 с. — ISBN 966-02-2075-8. — С. 602.
- Нариси з праслов‘янської антропонімії. Ч.1 / В. П. Шульгач. – К. : Довіра, 2008. – 413 с. – (Б-ка української ономастики). – ISBN 966-507-246-1.